# Cracker Island
Cracker Island é o oitavo álbum de estúdio da banda virtual britânica Gorillaz. Foi lançado em 24 de fevereiro de 2023 pela Parlophone e pela Warner Records. O álbum conta com colaborações de Stevie Nicks, Thundercat, Tame Impala, Bad Bunny, Beck e Bootie Brown, entre outros.
Cracker Island recebeu várias críticas positivas. O álbum atingiu o primeiro lugar no Reino Unido, sendo o primeiro da banda a alcançar esse feito desde Demon Days, de 2005. Também atingiu o terceiro lugar na Billboard 200.

## Antecedentes
A maior parte das gravações começaram em 2021. "Tormenta", uma canção feita  em colaboração com  Bad Bunny, foi a primeira música completada. Originalmente, seria o primeiro single da segunda seção da web série Song Machine, que acabou sendo abandonada em favor de um álbum mais tradicional. Segundo Damon Albarn, as gravações do álbum haviam sido encerradas em maio de 2022. O produtor, compositor e multi-instrumentalista norte-americano Greg Kurstin foi o responsável pela produção do álbum, juntamente com o produtor britânico Remi Kabaka Jr. A canção Baby Queen foi inspirada por um encontro que Albarn teve com a princesa da Tailândia, Siribha Chudabhorn, em um show com o Blur em Bangkok, em 1997.

## Promoção
Cinco singles foram lançados do álbum. O primeiro single, "Cracker Island", com a participação do baixista Thundercat, foi lançado em 22 de junho de 2022. O segundo single, "New Gold", com Tame Impala e Bootie Brown, foi lançado em 31 de agosto de 2022, mesma data em que foi anunciado o lançamento do álbum. O terceiro single, "Baby Queen", foi lançado em 4 de novembro, e foi incluído como trilha sonora do jogo eletrônico FIFA 23. O quarto single, "Skinny Ape", foi lançado em 8 de dezembro de 2022, juntamente com o anúncio de duas apresentações virtuais na Times Square e no Piccadilly Circus em 17 e 18 de dezembro, respectivamente. O quinto e último single, "Silent Running" (com Adeleye Omotayo), foi lançado em 27 de janeiro de 2023, com um videoclipe da música sendo lançado em 8 de fevereiro.
Uma edição deluxe do álbum foi lançada em 27 de fevereiro com cinco faixas adicionais: "Captain Chicken" com Del the Funky Homosapien (que havia colaborado no álbum de estreia da banda), "Controllah", com a participação do músico brasileiro MC Binn, "Crocadillaz" com De La Soul e Dawn Penn, uma versão em piano de 2D para "Silent Running", e um remix de Dom Dolla para "New Gold".

## Faixas
| N.º | Título                                       | Compositor(es)                                  | Duração |  |
| 1.  | "Cracker Island" (com Thundercat)            | Albarn, Stephen Bruner, Kurstin                 | 3:33    |  |
| 2.  | "Oil" (com Stevie Nicks)                     |                                                 | 3:50    |  |
| 3.  | "The Tired Influencer" (com Adeleye Omotayo) |                                                 | 3:31    |  |
| 4.  | "Silent Running"                             |                                                 | 4:26    |  |
| 5.  | "New Gold" (com Tame Impala e Bootie Brown)  | Gorillaz, Romye Robinson, Kevin Parker, Kurstin | 3:35    |  |
| 6.  | "Baby Queen"                                 |                                                 | 3:40    |  |
| 7.  | "Tarantula"                                  |                                                 | 3:31    |  |
| 8.  | "Tormenta" (com Bad Bunny)                   | Albarn, Benito Martínez, Kabaka                 | 3:13    |  |
| 9.  | "Skinny Ape"                                 |                                                 | 4:41    |  |
| 10. | "Possession Island" (com Beck)               | Albarn, Beck Hansen, Kurstin                    | 3:26    |  |